# Jaime Graça
Jaime da Silva Graça  (pronunciación en portugués: /ˈʒajm(ɨ) ˈɡɾasɐ/; Setúbal, Portugal, 30 de enero de 1942-Lisboa, Portugal, 28 de febrero de 2012) fue un futbolista portugués que jugaba como centrocampista.

## Fallecimiento
Murió el 28 de febrero de 2012 a la edad de 70 años, tras haber estado internado por una semana en el Hospital dos Lusíadas de Lisboa.

## Selección nacional
Fue internacional con la selección de fútbol de Portugal en 36 ocasiones y convirtió 4 goles. Formó parte de la selección que obtuvo el tercer lugar en la Copa del Mundo de 1966.

### Participaciones en Copas del Mundo
| Mundial                        | Sede       | Resultado    | Partidos | Goles |
| ------------------------------ | ---------- | ------------ | -------- | ----- |
| Copa Mundial de Fútbol de 1966 | Inglaterra | Tercer lugar | 6        | 0     |

## Clubes
| Club            | País     | Año       |
| --------------- | -------- | --------- |
| Vitória Setúbal | Portugal | 1962-1966 |
| SL Benfica      | Portugal | 1966-1975 |
| Vitória Setúbal | Portugal | 1975-1977 |
| GD Sesimbra     | Portugal | 1978-1979 |

## Palmarés

### Campeonatos nacionales
| Título           | Club            | País     | Año  |
| ---------------- | --------------- | -------- | ---- |
| Copa de Portugal | Vitória Setúbal | Portugal | 1965 |
| Primeira Divisão | SL Benfica      | Portugal | 1967 |
| Primeira Divisão | SL Benfica      | Portugal | 1968 |
| Primeira Divisão | SL Benfica      | Portugal | 1969 |
| Copa de Portugal | SL Benfica      | Portugal | 1969 |
| Copa de Portugal | SL Benfica      | Portugal | 1970 |
| Primeira Divisão | SL Benfica      | Portugal | 1971 |
| Primeira Divisão | SL Benfica      | Portugal | 1972 |
| Copa de Portugal | SL Benfica      | Portugal | 1972 |
| Primeira Divisão | SL Benfica      | Portugal | 1973 |
| Primeira Divisão | SL Benfica      | Portugal | 1975 |

## Condecoraciones
| Distinción                                           | Año  |
| ---------------------------------------------------- | ---- |
| Medalla de Plata de la Orden del Infante Don Enrique | 1966 |